# الاتجاه البطولي في تفسير التاريخ
يعتبر الاتجاه البطولى في تفسير التاريخ من أقدم التفسيرات التي عرفها الإنسان وهو يعنى أن أعمال الرجال العظام هي التي تصنع أحداث التاريخ في هذا العالم. كما أنه أحد ثلاثة تفسيرات للتاريخ فهاك أيضا الاتجاه الإلهي والاتجاه البشري.
ساد اعتقاد في حقبة من التاريخ بأن عربة التاريخ يحركها أبطال محاربين أشدّاء، وكان الناس يعتقدون أن هؤلاء أسمى من عامة البشر. وقد سادت الأرستقراطية نُظم الحكم هذه، ومن خلالها نشأت الفروسية التي كانت تمجِّد الحرب.
بدأ هذا الاتجاه منذ زمن الفراعنة وبلاد ما بين النهرين والصين، فقد كان الملك هو واضع القوانين ومسئولاً مسئولية كاملة عن الدولة من كافة النواحي. مجدته الرعية حتى أن بعض هؤلاء الحكام قال: أنا ربكم الأعلى وصدقته الرعية.

## الاتجاه البطولي عند اليونان
أما عند اليونان في ملحمتا الإلياذة والأوديسة للشاعر اليونانى هوميروس تعتبران نموذجاً لتمجيد البطولة والأبطال، وهي ملحمة أثرت في تاريخ الفكر اليوناني بل والبشري كله وأصبح «أخيل» ذلك البطل الذي يقود الحروب ويغير مسار التاريخ.

### هيرودوت (484-425) ق.م.
أما هيرودوت الكاتب الإغريقي الذي عاش في القرن الخامس قبل الميلاد، قد كتب ما يمكن أن نسميه أول كتاب في التاريخ، ولهذا استحق أن يُلقب بأبي التاريخ. وما يميز هيرودوت عن غيره من المؤرخين هو اهتمامه بتسجيل الوقائع الحقيقية والابتعاد عن الخرافات والأساطير التي كان غيره يسجلها كأحداث تاريخية.
ويحتوي تاريخ هيرودوت على مناقشات قيمة وحية حول العادات والتقاليد والجغرافيا وتاريخ شعوب البحر الأبيض المتوسط.
واعتمد هيرودوت في كتاباته أسلوب التشويق والإثارة خاصة عندما كان يكتب عن تاريخ اليونان في القرن السادس قبل الميلاد، وقد ركز اهتمامه على الحرب بين الإغريق والفرس ووصف بشكل تفصيلي معركة الماراثون وزرزيس التي انتصر فيها اليونانيون على الفرس.
وكتب هيرودوت تاريخه على أمل أن يحفظ به أعمال الناس ولكى يمنع الأعمال العظيمة والمدهشة التي قام بها اليونان والبرابرة، يعنى (غير اليونان)، من أن تفقد ما تستحقه من التمجيد.
ومن هنا ظن هؤلاء المؤرخون، أن السبب الرئيسى للتغيير في التاريخ هو بسالة عظماء الأبطال والكهنة والملوك.

### ثوكيديس (465-401) ق.م.
وبعد هيرودوت جاء المؤرخ اليونانى ثوكيديدس وقد تناول التاريخ بطريقة جدية بعيدة عن الأساطير والقصص الخرافية؛ فوضع بذلك حدا فاصلا في كتابة التاريخ بين المنهج الملحمي والتأثر بالاعتقاد بما فوق الطبيعة وبين الكتابة التاريخية التي تقوم على تمحيص الحقائق واستقصاء الأسباب المعقولة للأحداث والعلل التاريخية.
والموضوع الرئيس الذي اختاره هو حرب البلوبونيز، وقد اظهر أن أهمية الكتب التاريخية متوقفة على دقة المعلومات وصحتها أكثر مما هي متوقفة على العرض الجذاب ولم يكن يكتفي بنقد المراجع وانما كان بارعا أيضاً في تنسيق المواد التي يجمعها ويفسرها.ويوضحها
وقال ثوكيديس بنظرية (الرجل العظيم)، وفيها يوضح الدور الذي يلعبه الأبطال في صنع التاريخ. لأن أعمال الأبطال من ملوك وقادة وشجاعتهم هي التي صنعت التاريخ. ولقد وجهت هذه النظرية المناهج التربوية زمناً طويلاً، ولقد أولت اهتمامها لسير الأفراد الذين ساعدوا على تحويل مجرى التاريخ، وأهملت الدور الذي تلعبه الشعوب في صنع الأحداث التاريخية
إن الطابع الذي اتسمت به كتابة معظم المؤرخين الأغريق ظل مقتصراً على قصص الأبطال وشجاعتهم الخارقة في مختلف الميادين الحرب والقتال.

### بلوتارك (125-46) ق.م.
ثم جاء المؤرخ الإغريقي الشهير بلوتارخ  الذي جمع في شخصه شخصية المربى وشخصية المؤرخ بكتابة (حياة العظماء) مؤكداً ما أكده ثوكيديدس من قبل بشأن نظرية الرجل العظيم. ولقد عمد بلوتارخ إلى تحليل وتمجيد الشخصيات التي شاركت في صنع التاريخ للعالم.
يمكن القول بأنه منذ عصور الملكيات الوثنية التي قامت في عصر البرونز بمصر وبلاد الرافدين والصين وبسبب الاعتقاد بقوى خارقة تنسب للملك، فإن الاعتقاد كان سائداً بأن الملك هو العامل الوحيد المؤثر في كافة الأحداث التاريخية.

## العصر الحديث

### هربرت سبنسر (1820-1903)
ولقد استمرت نظرية الرجل العظيم في تفسير التاريخ خلال العصور الوسطى والحديثة وإلى ذلك يشير الفيلسوف الانجليزى هربرت سبنسر  حيث يقول  لقد كان الملك في العصور الماضية يمثل كل شيء بينما بقية الناس لا يمثلون شيئاً ولذلك كانت أعمال الملك تغطى الصورة بكاملها بينما تكون أنماط حياة الشعب خلفية غامضة.
وحين يفضل جان جاك روسو  تنظيم المادة التاريخية حول الشخصيات التاريخية فإنه يبرز لنا من جديد مدى تأثر المفكرين الأوروبيين في العصور الحديثة بنظرية الرجل العظيم التي ابتدعها اليونان وقلدهم فيها الرومان.

### توماس كارليل (1795–1885)
ومن أشهر المدافعين عن الاتجاه البطولى في تفسير التاريخ توماس كارليل  وكان ذلك في كتابه (الابطال) حيث يقول: في اعتقادى أن التاريخ العام تاريخ ما أحدث الإنسان في هذا العالم، إنما هو تاريخ من ظهر في الدنيا من العظماء فهم الأئمة وهم المكيفون للأمور وهم الأسوة والقدوة وهم المبدعون بكل ما وفق إليه أهل الدنيا وكل ما بلغه العالم وكل ما تراه في هذا الوجود.

### فريدريك نيتشه (1844-1900)
فريدريك نيتشه صاحب فلسفة السوبرمان. ونادى نيتشة  بفلسفة القوة وتمجيد الزعيم الكاريزماتي الذي يلهم الناس، محبوب وقدراته فوق قدرات البشر، وقد ظهرت آثار تلك الفلسفة عند هتلر ونداء الجنس الآرى ذو الدم الأزرق النبيل ووجدنا النشيد الوطني الألماني في تلك الفترة يقول: ألمانيا فوق الجميع، نساء ألمانيا ونبيذ ألمانيا من اجل الوحدة الألمانية.

## اقرأ أيضاً
- الاتجاه الديني في تفسير التاريخ
- تعاقب دوري في تفسير التاريخ